# تدقيق الجودة

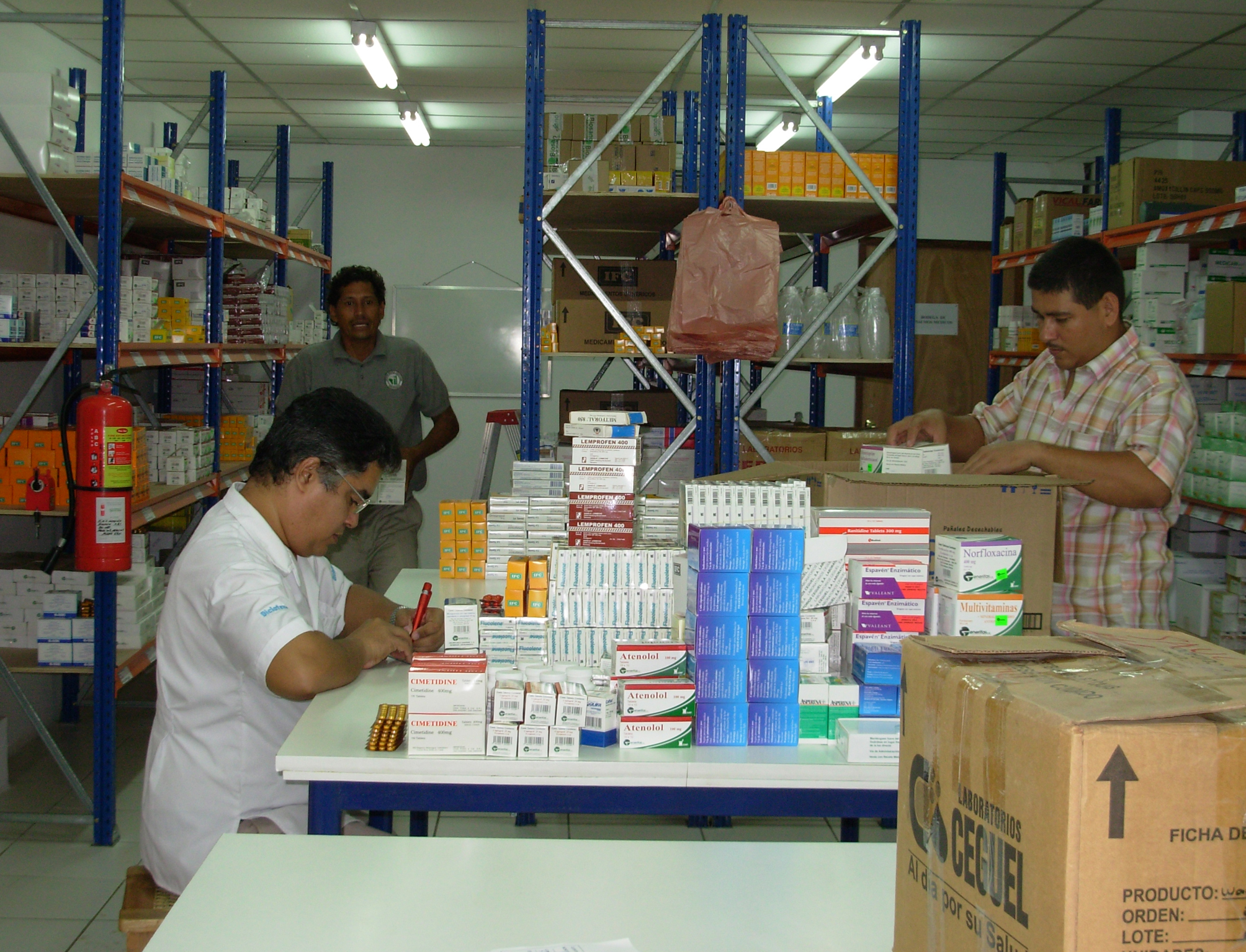
مختبر الجودة في نيكاراغوا

تدقيق الجودة هي عملية الفحص المنهجي لنظام الجودة الذي يجريه مدقق الجودة على المستويين الداخلي أو الخارجي أو يجريه فريق للتدقيق. فهو جزء يحتل أهمية خاصة في نظام إدارة الجودة وعنصر رئيسي في معايير نظام الجودة الخاصة بالأيزو، أيزو 9001.
وعادة ما يتم تدقيق الجودة في فترات زمنية محددة سلفًا، وتهدف إلى التأكد من أن المؤسسة قد حددت بوضوح إجراءات مراقبة النظام الداخلي المتربطة بالعمل الفعال. وهو ما قد يساعد في تحديد إذا ما كانت المؤسسة تلتزم بعمليات نظام الجودة المحددة، وتستطيع تطبيق معايير تقييم إجرائية أو معايير تعتمد على النتائج أم لا.
ومع تطور سلسلة معايير أيزو 9000 منذ سلسلة عام 1994 وحتى 2008، تحول تركيز المدققين من مجرد الالتزام بالإجراءات إلى قياس الفعالية الحقيقية لنظام إدارة الجودة (QMS) والنتائج التي تحققت عند تطبيق نظام إدارة الجودة.
وتعد عمليات التدقيق إحدى أدوات الإدارة الضرورية التي يجب استخدامها للتحقق من الأدلة الموضوعية للعمليات، وتقييم مدى نجاح تنفيذ العمليات، وتقييم فعالية تحقيق مستويات الأهداف المحددة، وتقديم أدلة بشأن تقليل المشكلات والحد منها. ولصالح المؤسسة، يجب على القائم على عملية تدقيق الجودة ألا يبلغ فقط عن عدم مطابقة المواصفات والإجراءات التصحيحية لها، ولكن عليه أن يشير أيضًا إلى الممارسات الجيدة. وبهذه الطريقة، قد تتشارك الأقسام الأخرى المعلومات، وتعدل ممارساتها، كما أنها تساهم في التطور المستمر للمؤسسة.
وقد تكون تدقيقات الجودة جزءًا لا يتجزأ من الالتزام بالمعايير أو قد تكون أحد المتطلبات التنظيمية. ومن أهم الأمثلة على ذلك إدارة الغذاء والدواء الأمريكية، والتي تتطلب إجراء تدقيق الجودة بوصفه جزءًا من لائحة نظام الجودة (QSR) للأجهزة الطبية (العنوان 21 من مدونة القوانين الفيدرالية جزء 820).
وقد تبنت العديد من الدول تدقيقات الجودة في أنظمة التعليم العالي بها (مثل نيوزيلندا، وأستراليا، والسويد، وفنلندا، والنرويج، والولايات المتحدة)  ولكنها طبقت للمرة الأولى في بريطانيا، وتركز عملية تدقيق الجودة بشكل أساسي على الأمور الإجرائية وليس النتائج أو فعالية تطبيق نظام الجودة.
كذلك، تستخدم عمليات التدقيق لأغراص السلامة. وصف إيفانز وباركر (2008) نظام التدقيق بأنه تقنيات مراقبة السلامة الأكثر قوة وأنه الطريقة الفعالة لتجنب التراخي وتسليط الضوء على التدهور البطيء للأوضاع، خاصة عندما يركز نظام المراقبة ليس فقط على الالتزام بالمعايير ولكن على الفعالية أيضًا.
ومن الممكن إدارة العمليات والمهام التي ينطوي عليها تدقيق الجودة بالاستعانة بمجموعة واسعة من البرامج وأدوات المراقبة الذاتية، بعضها يرتبط بالجودة من حيث الملاءمة للغرض والالتزام بالمعايير على وجه التحديد، بينما يربطها آخرون بتكاليف الجودة أو بدقة أكبر تكاليف الجودة الضعيفة. عند تحليل تكاليف الجودة، من الممكن تطبيق تكاليف تدقيق الجودة على جميع مستويات أي مؤسسة بدلاً من تطبيقها فقط على عمليات الإنتاج أو التجميع التقليدية